# Caro-Kaffee
Caro-Kaffee ist eine Marke für löslichen Ersatzkaffee aus Getreide. Er wurde 1954 in Deutschland eingeführt. Das Markenzeichen des Produktes ist ein rotes Karo in der Pantonefarbe 199.
Auf den Packungen wird das Produkt als „Kaffee-Surrogat“ bzw. „Landkaffee“ bezeichnet.

## Inhaltsstoffe
Laut Angaben auf der Verpackung enthält Caro Gerste, Gerstenmalz, Zichorie und Roggen. Eine Portion (2,2 g/120 ml) hat einen physiologischen Brennwert von etwa 34 kJ (8 kcal).

## Geschichte

### Karo-Franck

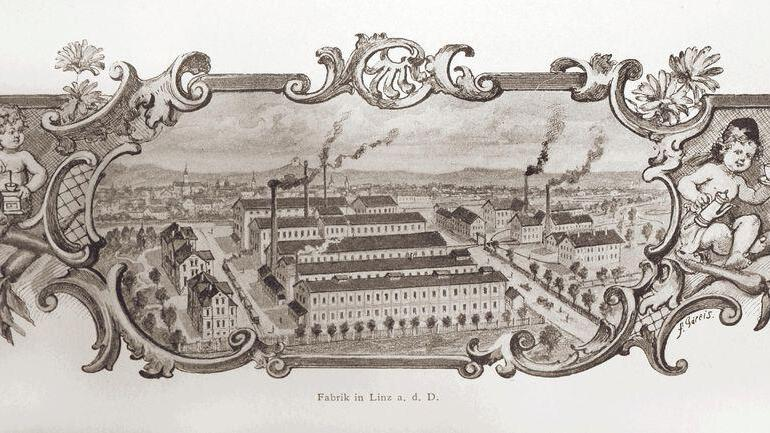
Linzer Franck-Fabrik (um 1900)

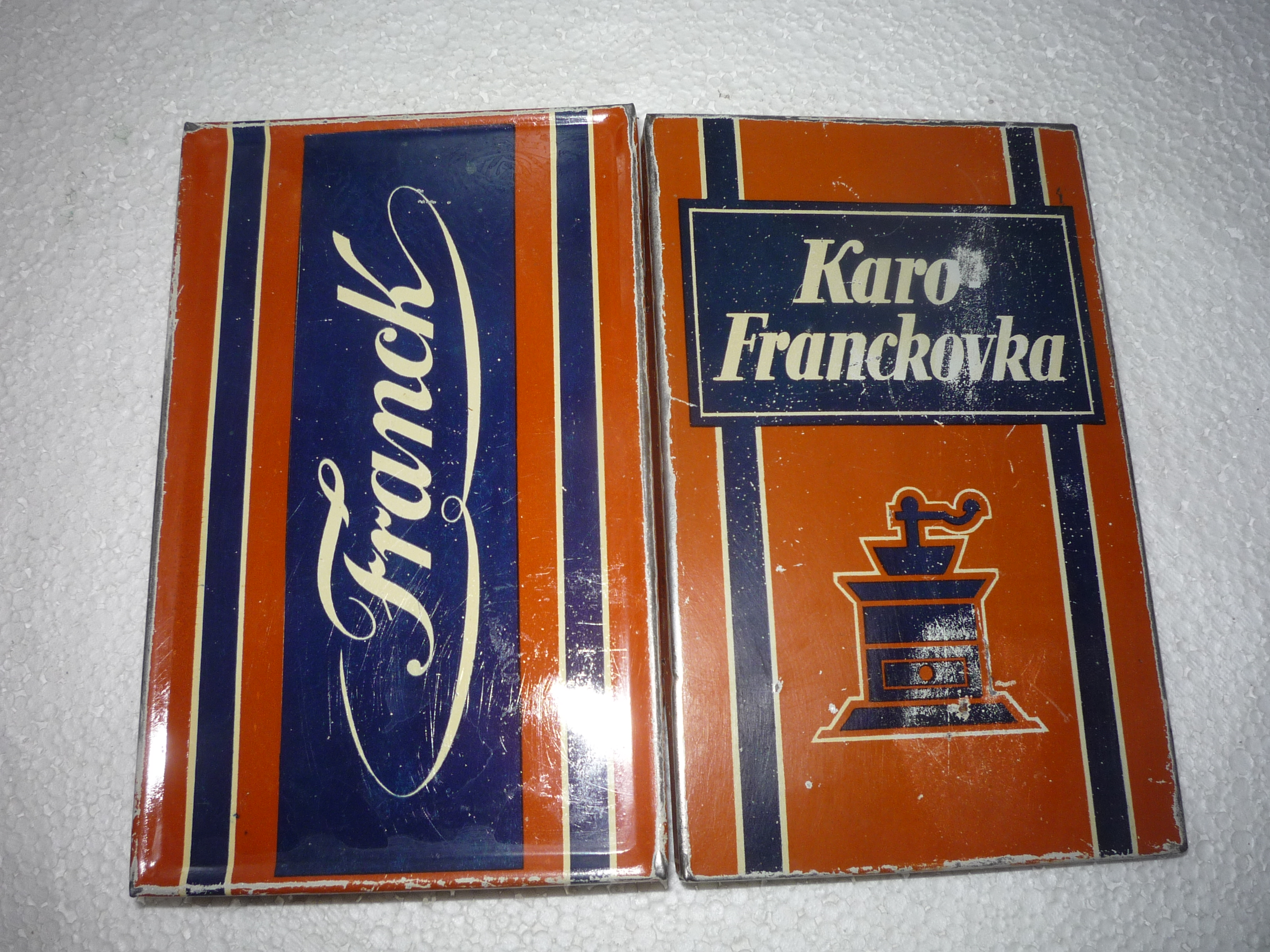
Tschechische Karo-Franck-Blechschachtel

Im 18. Jahrhundert erfreute sich der Bohnenkaffee steigender Beliebtheit, musste aber teuer importiert werden. Es wurden daher verschiedene Ersatzprodukte entwickelt, so auch Zichorienkaffee. Dabei wurden geschnitzelte Wurzeln von Zichorien in Öfen getrocknet, geröstet und zu Mehl vermahlen, was dann zum Strecken oder anstelle von Bohnenkaffeepulver verwendet werden konnte.
Der württembergische Kaufmann Johann Heinrich Franck soll in seiner Militärzeit in Frankreich die Herstellung eines Mehles aus Zichorien und einem Anteil Rüben kennengelernt haben.
1828 startete er seine eigene Produktion in Vaihingen an der Enz. 1868 wurde sie wegen der besseren Verkehrsanbindung nach Ludwigsburg verlegt und der Konzern erhielt den Namen Heinrich Franck Söhne.
Das Unternehmen war bald auch international erfolgreich und 1879 wurde zur Umgehung der angestiegenen Zölle für Exportprodukte auch die erste ausländische Produktionsstätte in Linz gegründet.
Es entstanden später sechs weitere Fabriken in Österreich-Ungarn, sowie jeweils eine in Rumänien, der Schweiz, Italien und den Vereinigten Staaten. 1915 wurde der österreichisch-ungarische Teil des Konzerns rechtlich ausgegliedert und bildete ein eigenständiges Unternehmen mit Sitz in Linz. Das Angebot der Kaffeemittel war großteils ähnlich, es gab aber auch Produkte, die nur eines der Unternehmen führte.
Im März 1929 brachte das Linzer Franck-Unternehmen Karo-Franck heraus: ein neues Produkt, bei dem der Zichorienkaffee in Form von gepressten Würfeln, die leicht zerbröselt werden konnten, vorportioniert war. Später waren die Portionen im Querschnitt achteckig und wurden mit einer Kaffeemühlen-Prägung versehen. Karo-Franck wurde in braunen Blechschachteln mit blauen Streifen verkauft. Der Name war aus Bestandteilen des Wortes Kaffeesurrogat gebildet. 1939 mussten die aus Linz geleiteten Betriebe ins deutsche Unternehmen eingegliedert werden.
Die ehemaligen Linzer Produkte wie Karo-Franck wurden aber weiterhin dort produziert.
1942 musste die Produktion von Karo-Franck kriegsbedingt eingestellt werden, als eine Verordnung statt reinem Zichorienkaffee Mischungen mit Rüben oder Getreide vorschrieb. Ein solches Produkt mit dem Namen Linde's Kaffee-Ersatz-Mischung wurde dann auch von Franck angeboten.
1944 fusionierten Heinrich Franck Söhne und Kathreiner's Malzkaffee-Fabriken GmbH zur Franck und Kathreiner GmbH mit Sitz in Wien. 1945 wurde Franck & Kathreiner aufgespalten in einen deutschen Konzern mit Sitz in Ludwigsburg und einen (gleichnamigen) österreichischen mit Sitz in Linz.

### Karo
Der 1896 in Pardubitz gegründete Ableger des Linzer Franck-Konzerns wurde 1946 als Kávoviny verstaatlicht. Karo-Franck wurde hier unter dem Namen Karo in sehr ähnlicher Form weiterproduziert. 1991 wurde das Unternehmen zur Aktiengesellschaft. Karo wird heute sowohl als Zichorienkaffeepulver zum Aufbrühen sowie als Instantpulver vertrieben.

### Caro

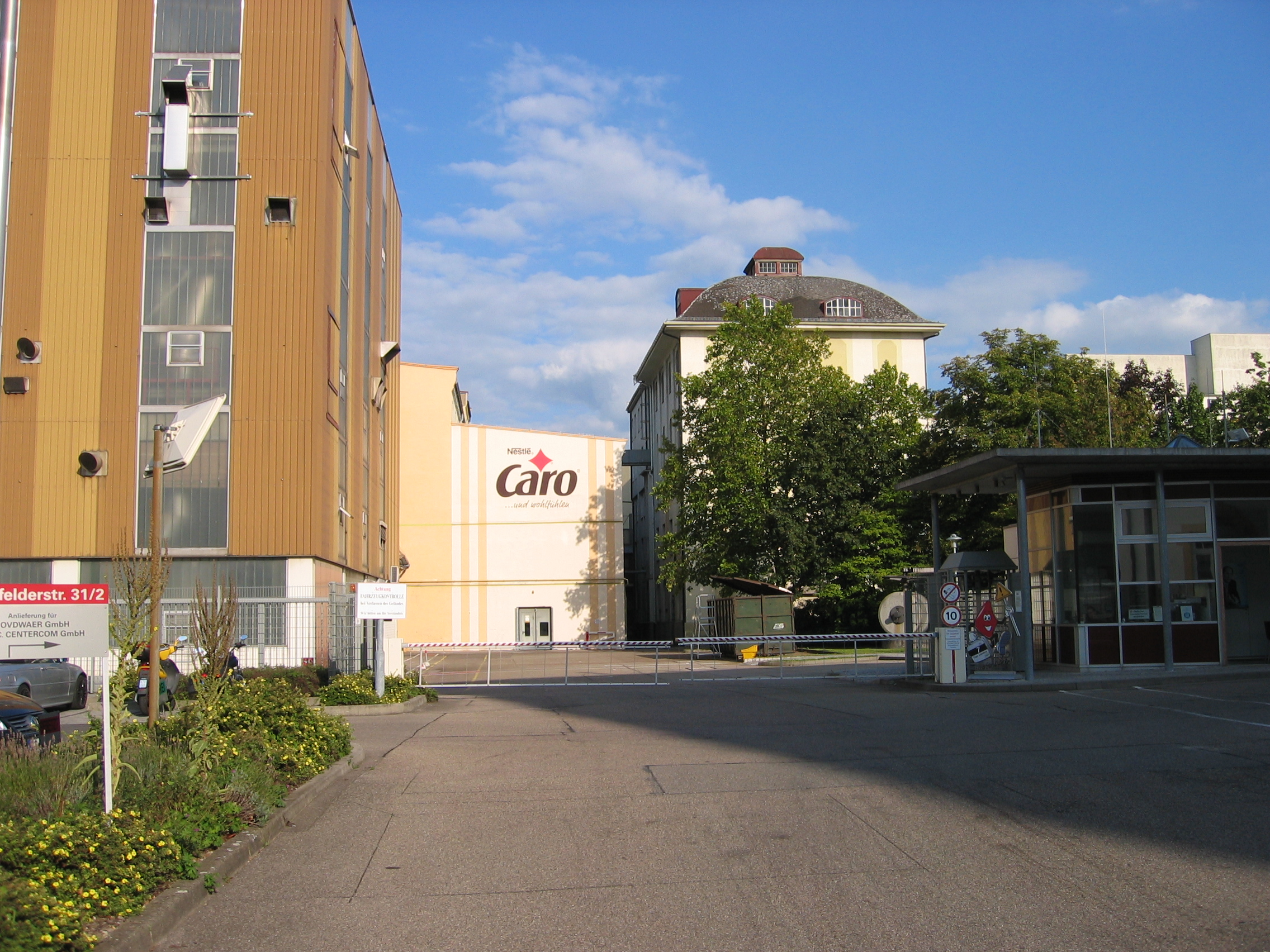
Eingang zum ehemaligen Firmengelände in Ludwigsburg (2015)

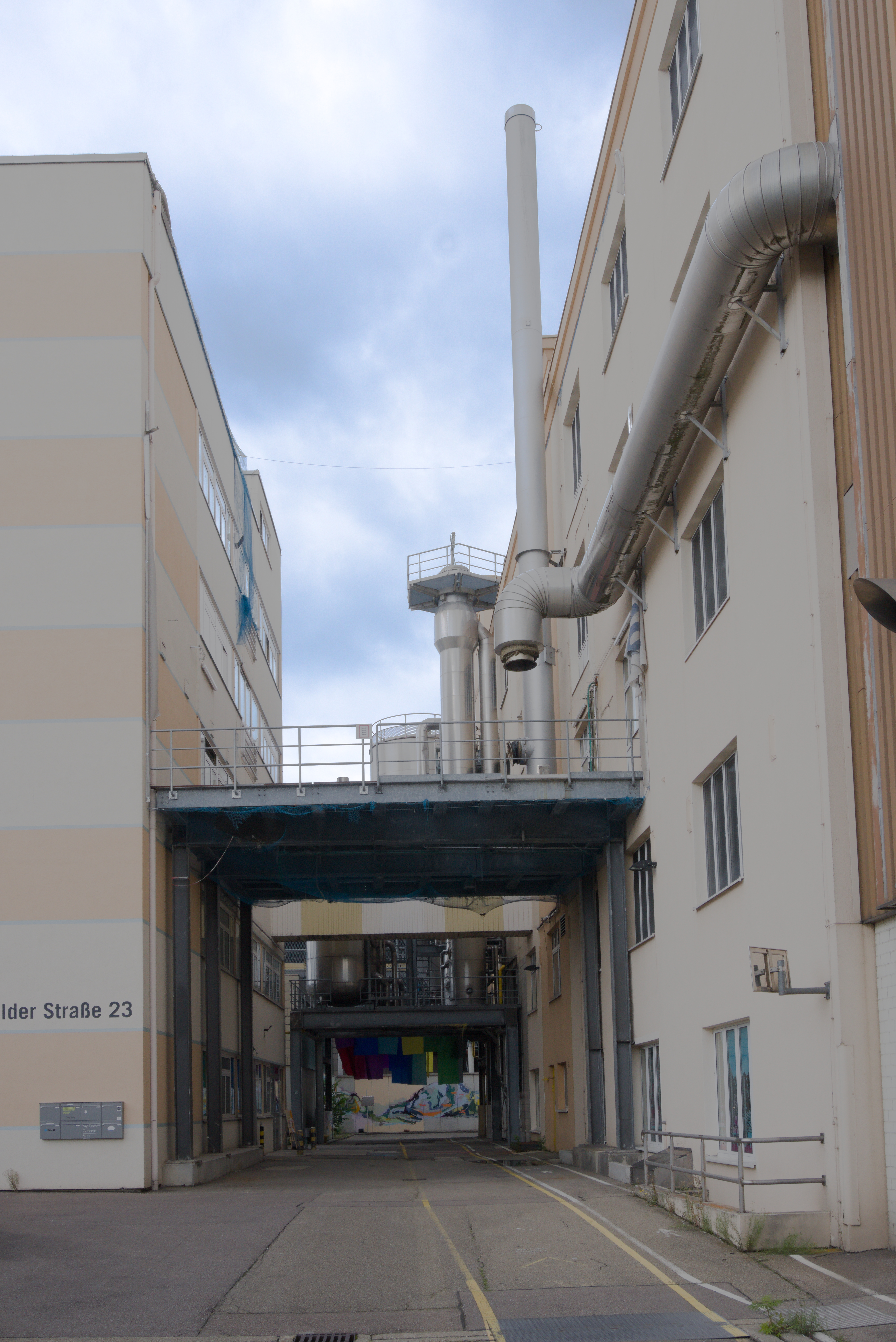
Gasse auf dem ehemaligen Ludwigsburger Firmengelände

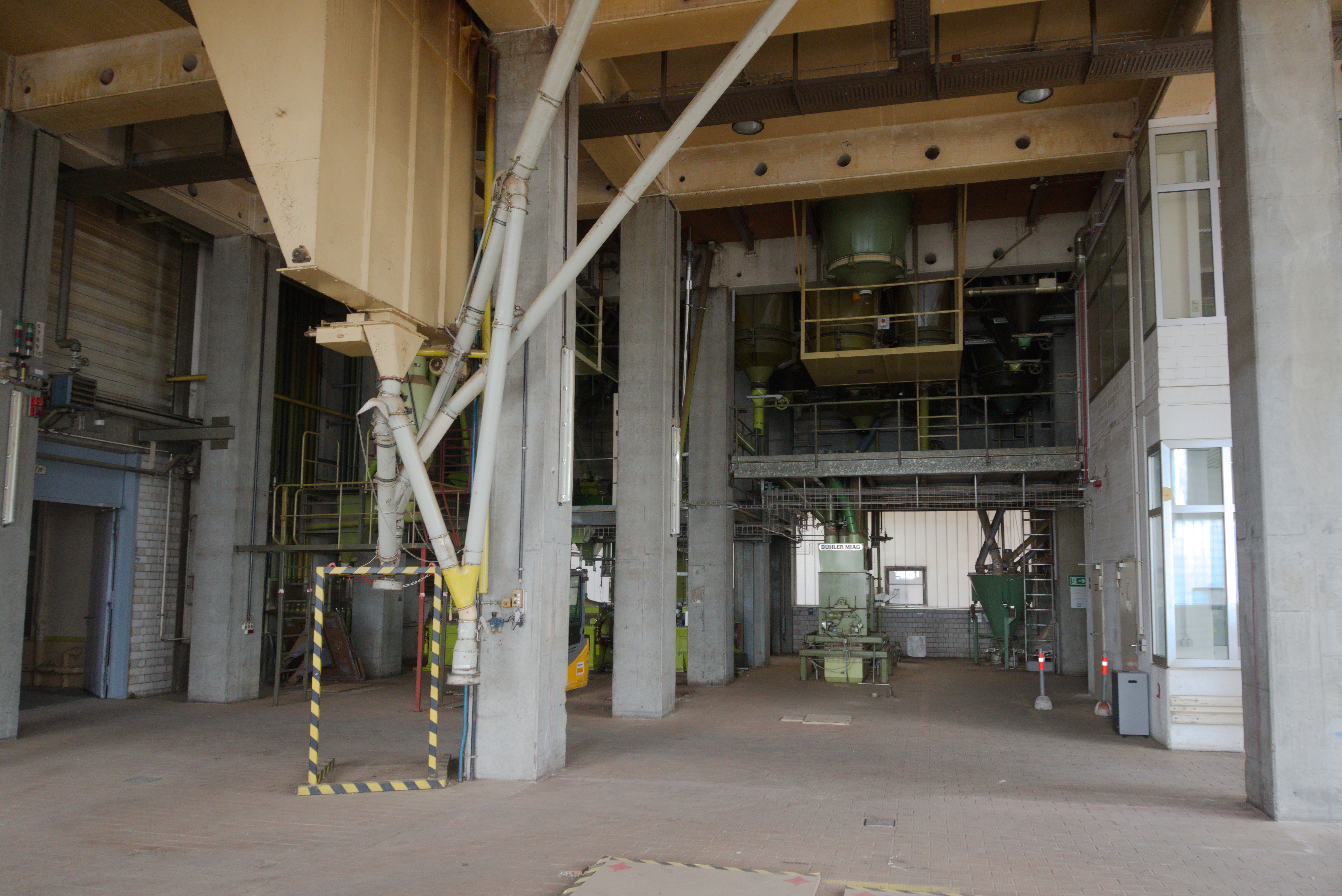
Ehemalige Rösthalle der Fabrik in Ludwigsburg

In der Nachkriegszeit war der Absatz herkömmlicher Kaffeesurrogate rückläufig, sodass in Ludwigsburg an der Entwicklung eines neuen volllöslichen Kaffeesurrogats gearbeitet wurde.
Im Oktober 1954 wurde Caro auf den Markt gebracht. Für den Namen entschied man sich intern bei der Durchsicht alter Markenrechte der Firma. Dabei glich das Produkt nicht den früher in den Nachfolgerstaaten der Donaumonarchie vertriebenen Karo-Franck-Stücken aus reiner Zichorie. Dem neuen Caro-Instantpulver lag die als Linde's vertriebene Ersatzkaffeemischung mit geringerem Zichorienanteil zugrunde.
Bei Franck & Kathreiner Österreich wurde 1956 ebenfalls mit einer eigenen Produktion und dem Verkauf vom neuen Caro-Kaffee begonnen. Seit 1945 war hier auch wieder Karo-Franck hergestellt worden, die beiden Produkte waren also gleichzeitig verfügbar.
Die Wortmarke Caro Instant wurde am 15. Februar 1955 beim Deutschen Patent- und Markenamt (DPMA) eingetragen.
Eine Wort-Bild-Marke folgte am 8. Mai 1964. 1978 wurde sie überarbeitet und ein weiteres Mal in den 1990er Jahren.
1964, als Kaffeemittel nur noch ungefähr ein Viertel des Umsatzes ausmachten, wurde Franck & Kathreiner Deutschland in Unifranck Lebensmittelwerke umbenannt. Die Markenrechte an Caro hält seit 1971, dem Jahr der Übernahme der Unifranck Lebensmittelwerke GmbH, der Nestlé-Konzern.
2012 waren in dem Ludwigsburger Werk 114 Mitarbeiter mit der Produktion von jährlich rund 8000 Tonnen Caro-Kaffee, Kathreiner-Malzkaffee und Linde's Kornkaffee beschäftigt.
Langjährige Erkennungsmusik in der Werbung war für die Marke eine textlich umgeschriebene Version des Liedes Ich mag von Volker Lechtenbrink, der auch den Werbesong interpretierte.
Im Juni 2018 gab Nestlé bekannt, das Werk in Ludwigsburg zu schließen und die Produktion nach Portugal zu verlagern.
Zum Jahresende 2018 wurde der Betrieb eingestellt.
Die Caro-Produktion findet jetzt u. a. im Nestlé-Werk Avanca statt, wo auch mehrere andere Kaffeesurrogate hergestellt werden.